# 元修伯
元修伯（？—？），河南郡洛阳县（今河南省洛阳市东）人，魏文成帝拓跋濬的后裔。
元修伯清心寡欲，明于事理，年轻时就在北齐担任显要的官职，历任尚书郎、治书侍御史、司徒左长史、几个郡的太守、光州刺史，每次任职都做出成绩，出任度支尚书后，北齐朝政荒废，国家紧迫，储备奇缺，赋税徭役繁多。元修伯忧国如忧家，体恤民众的疾苦，以拯救天下为己任，向宰相询问谋划，从早到晚都不懈怠，与录尚书唐邕交换意见决定取舍，对国家大有益处。
周武帝宇文邕平定北齐后，征召北齐中书监阳休之、吏部尚书袁聿脩、卫尉卿李祖钦、度支尚书元修伯、大理卿司马幼之、司农卿崔达拏、秘书监源文宗、散骑常侍兼中书侍郎李若、散骑常侍兼给事黄门侍郎李孝贞、给事黄门侍郎卢思道、给事黄门侍郎颜之推、通直散骑常侍兼中书侍郎李德林、通直散骑常侍兼中书舍人陆乂、中书侍郎薛道衡、中书舍人元行恭、辛德源、王邵、陆开明十八人，命令他们与自己的车驾一起前往长安。
元修伯后在北周担任仪同大将军、载师大夫。